# Streckbröstad todityrann
Streckbröstad todityrann (Hemitriccus striaticollis) är en fågel i familjen tyranner inom ordningen tättingar.

## Utseende
Streckbröstad todityrann är en liten och rätt färglös tyrann. Fjäderdräkten är övervägande gulaktig, mest bjärt på buken. Den vitare stripen har kraftiga gråaktiga strimmor som övergår i suddigare streck på bröstet. Jämfört med amazontodityrannen har den tydligare strupteckningar och är generellt färggladare.

## Utbredning och systematik
Streckbröstad todityrann delas in i två underarter:
- Hemitriccus striaticollis striaticollis – förekommer från nordöstra Colombia och nordöstra Peru till norra Bolivia, centrala och östra Brasilien
- Hemitriccus striaticollis griseiceps – förekommer i västra centrala Brasilien (nedre Rio Tapajós i östra Pará)

### Familjetillhörighet
Arten placeras traditionellt i familjen tyranner. DNA-studier visar dock att Tyrannidae består av fem klader som skildes åt redan under oligocen, pekar på att de skildes åt redan under oligocen, varför vissa auktoriteter behandlar dem som egna familjer. Streckbröstad todityrann med släktingar placeras då i Pipromorphidae.

## Levnadssätt
Streckbröstad todityrann hittas i snåriga, halvfuktiga miljöer. Den fattar ofta tycke för områden med klängväxter.

## Status och hot
Arten har ett stort utbredningsområde, men tros minska i antal, dock inte tillräckligt kraftigt för att den ska betraktas som hotad. Internationella naturvårdsunionen IUCN listar arten som livskraftig (LC).